# Nastola vasútállomás
Nastola vasútállomás Finnországban, Nastola településen található.

## Vasútvonalak
Az állomást az alábbi vasútvonalak érintik:
- Lahti–Kouvola-vasútvonall

## Kapcsolódó állomások
A vasútállomáshoz az alábbi állomások vannak a legközelebb:
- Villähde railway station (Lahti vasútállomás, nyugat, O Kotka Port-Lahti)
- Uusikylä railway station (Kotka Port railway station, kelet, O Kotka Port-Lahti)
- Villähde railway station (Helsinki Central, Z Helsinki - Lahti)
- Uusikylä railway station (Kouvola vasútállomás, Z Helsinki - Lahti)